# Carta di prossimità

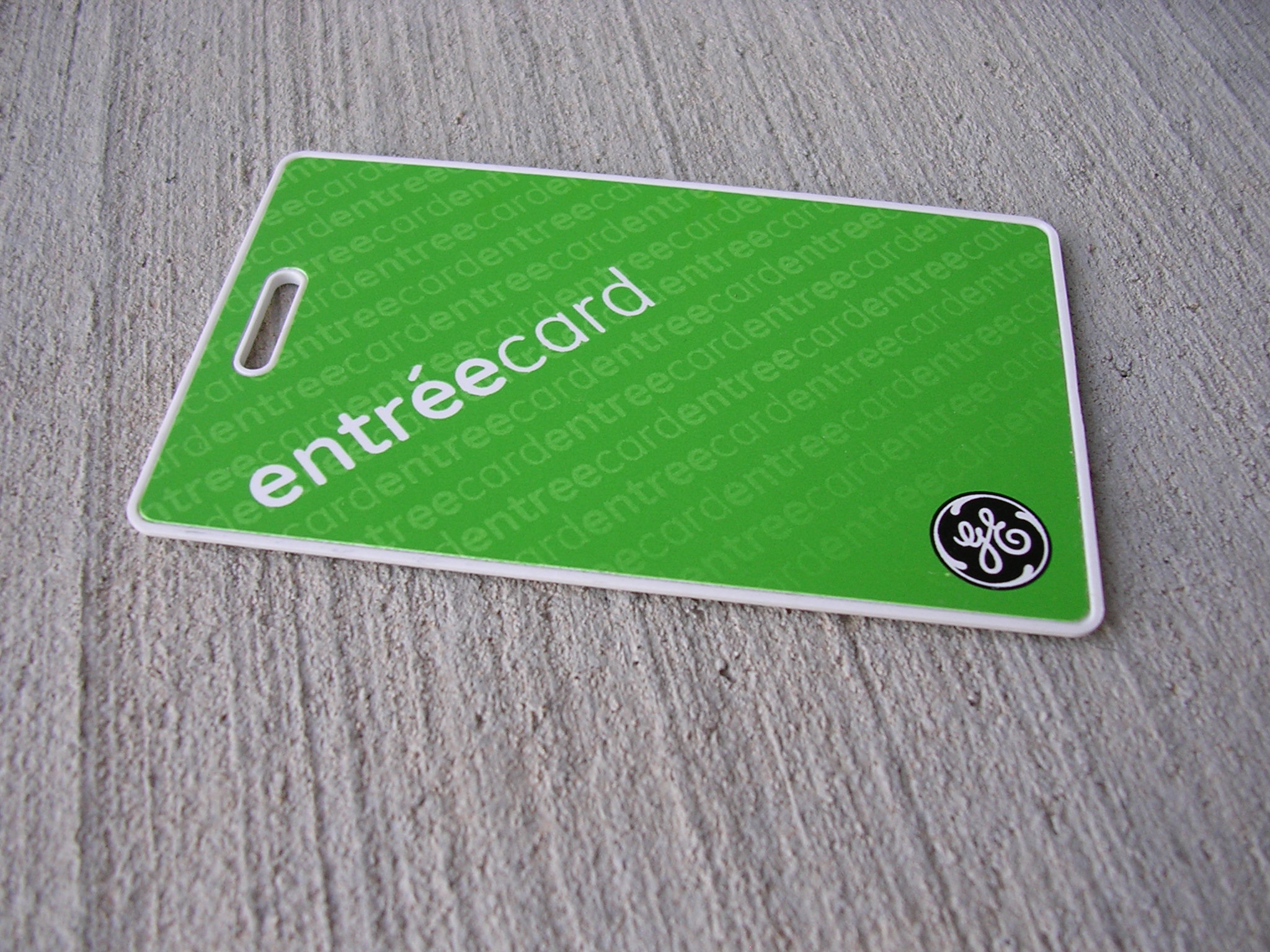
Una carta di prossimità

La carta di prossimità è il nome generico attribuito alle smart card a circuiti integrati "senza contatto" utilizzate per l'accesso sicuro o come sistema di pagamento. Esso si può riferire alle vecchie carte a 125 kHz o alle nuove carte RFID a 13,56 MHz, comunemente chiamate smart card contactless.
Le moderne carte di prossimità rispondono allo standard ISO 14443.  Esiste anche lo standard ISO 15693, relativo alle cosiddette "carte di vicinità". 
Le carte di prossimità funzionano fino ad una distanza di circa 10 cm nella maggior parte dei casi, consentendo all'utente di tenerle in un portafogli o in una borsa. Il prezzo delle carte è basso (tra 1 e 3 euro), cosa che consente il loro impiego in applicazioni come carte di identificazione, carte di pagamento e tessere per l'utilizzo di sistemi di bigliettazione elettronica nel trasporto pubblico locale.